# Э
Э, э (en cursiva Э, э) és una lletra de l'alfabet ciríl·lic. És la trentena lletra de l'alfabet belarús i la trenta-unena del rus.

## Taula de codis
| Codificació de caràcters | Tipus     | Decimal | Hexadecimal | Octal  | Binari              |
| ------------------------ | --------- | ------- | ----------- | ------ | ------------------- |
| Unicode                  | Majúscula | 1069    | 042D        | 002055 | 0000 0100 0010 1101 |
| Unicode                  | Minúscula | 1101    | 044D        | 002115 | 0000 0100 0100 1101 |
| ISO 8859-5               | Majúscula | 205     | CD          | 315    | 1100 1101           |
| ISO 8859-5               | Minúscula | 237     | ED          | 355    | 1110 1101           |
| KOI 8                    | Majúscula | 252     | FC          | 374    | 1111 1100           |
| KOI 8                    | Minúscula | 220     | DC          | 334    | 1101 1100           |
| Windows 1251             | Majúscula | 221     | DD          | 335    | 1101 1101           |
| Windows 1251             | Minúscula | 253     | FD          | 375    | 1111 1101           |